# Distrito judicial de Lima Norte
El distrito judicial de Lima Norte es una división administrativa del Poder Judicial del Perú. Tiene su sede en el distrito de Independencia y su competencia se extiende a los distritos limeños de Carabayllo, Comas, Independencia, Los Olivos, San Martín de Porres y la provincia de Canta del departamento de Lima. Geográficamente su sede está situada en una zona disputada entre los distritos de Independencia y San Martín de Porres.

## Historia
Con la creación del Poder Judicial, se estableció que el segundo nivel organizativo estaría conformado por las Cortes Superiores de Justicia, las mismas que tendrían competencia territorial sobre el departamento de su sede. Sin embargo, en 1991, la Ley Orgánica del Poder Judicial estableció en su  artículo 36, que la competencia de cada Corte Superior estaría determinada por un distrito judicial. Y que estos, podrían ser creados y suprimidos por el Consejo Ejecutivo del Poder Judicial, en atención a una eficaz administración de justicia y en función de áreas de geografía uniforme, concentración de grupos humanos de idiosincrasia común, volúmenes demográficos rural y urbano, movimiento judicial, y la existencia de vías de comunicación y medios de transporte. Es decir, se deja de lado la equivalencia con la organización política del país, y se sustenta estrictamente en factores geográficos y estadísticos.
En virtud de dicha orden, se crearon los subdistritos judiciales de Lima Norte, Lima Sur y Chosica separándolos de la jurisdicción del distrito judicial de Lima. Asimismo, se crearon los distritos judiciales de Huaura y Cañete, separándolos de la jurisdicción del distrito judicial del Callao
Los inicios de este distrito judicial se remontan a la creación de la Corte Superior de Justicia de Lima Norte, la misma que fue creada el 18 de agosto de 1992 por Ley N.º 25680 y se instaló el 4 de diciembre de 1993 durante el gobierno de Alberto Fujimori.
Meses después. mediante Resolución Administrativa N.º 023-93-CE-PJ, del 26 de mayo de 1993, se pone en funcionamiento la Sala y los Juzgados descentralizados del Cono Norte de Lima. Si bien es cierto estos órganos jurisdiccionales tenían independencia jurisdiccional, aún dependían administrativamente del distrito judicial de Lima. 
El artículo segundo de la norma antes referida, señaló que el subdistrito judicial del Cono Norte de Lima estaba formado por los siguientes órganos jurisdiccionales: una sala superior mixta, dos Juzgados Especializados en lo Penal, un Juzgado Especializado en lo Civil, un Juzgado Mixto que conocía de asuntos de Familia y Laboral, y los Juzgados de Paz Letrados. Para la provincia de Canta se dispuso un Juzgado Mixto que conocía de todas las materias, y un Juzgado de Paz Letrado.
Es así que por efecto de la R.A. N.º 023-93-CE-PJ, la 14.ª Sala Penal del distrito judicial de Lima se trasladó y se convirtió en la Sala Superior Mixta descentralizada del Cono Norte de Lima; mientras los Juzgados Penales 54.º, 55.º, 56.º y 57.º del distrito judicial de Lima se trasladaron con su personal al subdistrito judicial del Cono Norte para convertirse en dos Juzgados Penales, un Juzgado Civil y un Juzgado Mixto.
En la referida resolución, también se indicaba que el Subdistrito judicial del Cono Norte iniciaría sus actividades el primer día útil del mes de julio de 1993, y que el vocal decano del Cono Norte supervisaría el correcto funcionamiento de éste, en lo jurisdiccional y administrativo.
Dada la cantidad de usuarios y procesos existentes, por Resolución Administrativa N.º 122-94-CE-PJ, de fecha 29 de noviembre de 1994, la Comisión Ejecutiva del Poder Judicial dispuso la constitución del distrito judicial del Cono Norte de Lima, desde el 1 de diciembre siguiente, a fin de que atendiera la demanda de justicia en la zona.
La referida resolución también señaló que el vocal decano de la Corte Superior del Cono Norte asumiría la presidencia, con las facultades y prerrogativas que le corresponden conforme a ley. Posteriormente, por Ley N.º 28765 del 25 de junio del 2006, a la Corte se le atribuye el nombre de distrito judicial de Lima Norte.

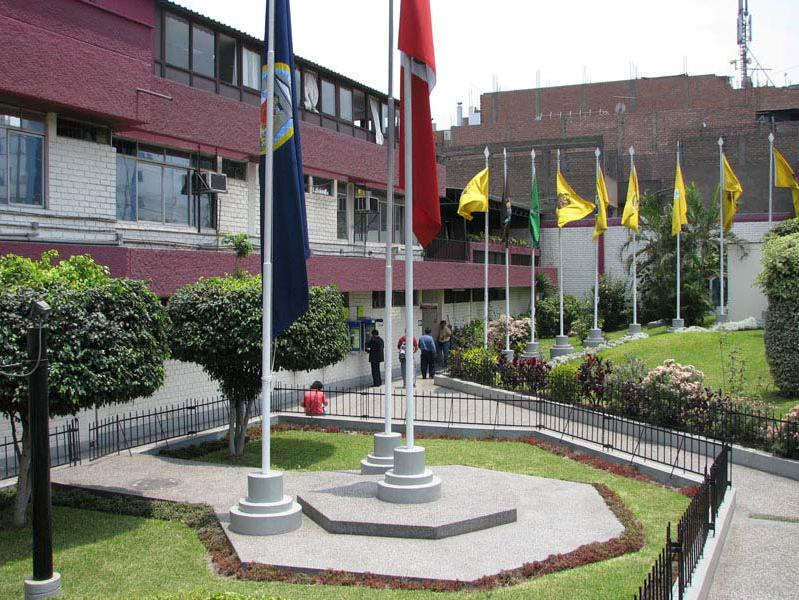
Frontis Corte de Lima Norte.

Mediante Resolución Administrativa N° 128-2014-CE-PJ, de fecha 25 de julio del 2014, complementada por las Resoluciones Administrativas N° 219, 288 y 317-2014-CE-PJ, se creó el distrito judicial de Ventanilla, con sede en el distrito de Ventanilla, cuyo ámbito de competencia comprendería los distritos chalacos de Ventanilla y Mi Perú, y se retiraba de la jurisdicción de este distrito a los distritos de Ancón, Santa Rosa. Posteriormente, mediante Resolución Administrativa N° 490-2019-CE-PJ se aprobó incorporar, a partir del 3 de marzo del 2020, el distrito de Puente Piedra del distrito judicial de Lima Norte causando que se cambie el nombre del mismo a "distrito judicial de Puente Piedra - Ventanilla".

## Conformación
Consta de 78 dependencias judiciales incluyendo ocho Salas Superiores, 49 Juzgados Especializados y 22 Juzgados de Paz Letrado además de diversos jueces de paz en distintas localidades de su jurisdicción.

## Jurisdicción
El distrito judicial de Lima Norte tiene una jurisdicción sobre cinco distritos de Lima Norte (Carabayllo, Comas, Independencia, Los Olivos, San Martín de Porres) así como la provincia de Canta del departamento de Lima.